# Simply Red/Auszeichnungen für Musikverkäufe

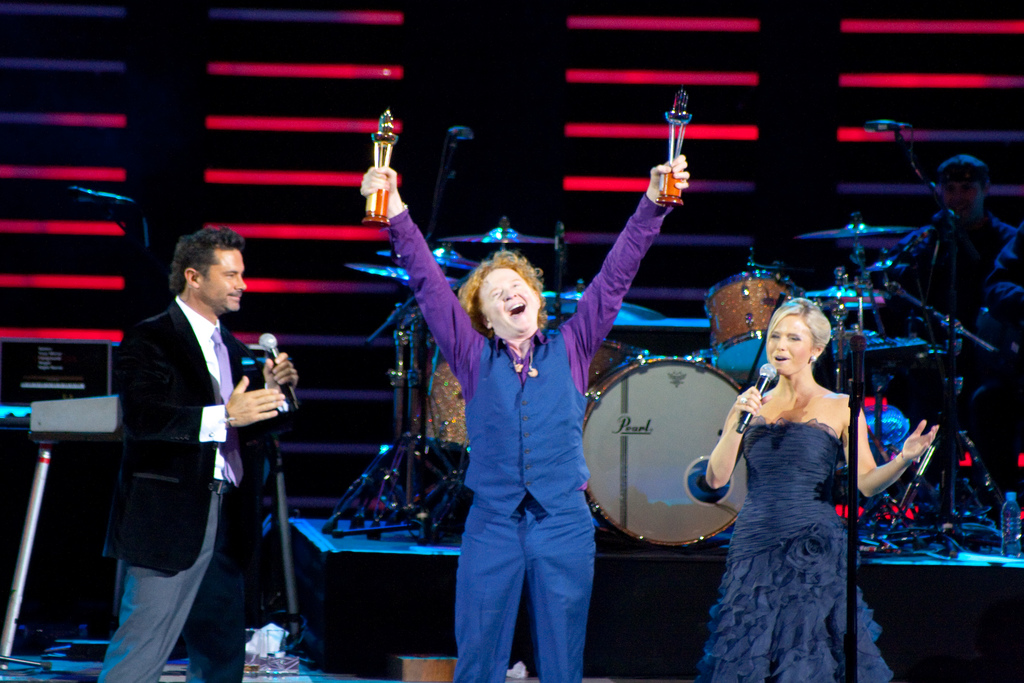
Simply Red

Dies ist eine Übersicht über die Auszeichnungen für Musikverkäufe der britischen Pop-Musikgruppe Simply Red. Die Auszeichnungen finden sich nach ihrer Art (Gold, Platin usw.), nach Staaten getrennt in chronologischer Reihenfolge, geordnet sowie nach den Tonträgern selbst, ebenfalls in chronologischer Reihenfolge, getrennt nach Medium (Alben, Singles usw.), wieder.

## Auszeichnungen
| - Portugal - 2004: für das Videoalbum Home in Sicily: Live - Vereinigtes Königreich - 1996: für die Single Angel - 2013: für das Album Songs Of Love - 2019: für die Single Sunrise - 2023: für die Single Something Got Me Started - 2025: für die Single For Your Babies - 2025: für die Single Money’s Too Tight (To Mention) - Argentinien - 1993: für das Album Stars - 1996: für das Album Greatest Hits - Australien - 1989: für die Single If You Don’t Know Me by Now - 1995: für die Single Fairground - 2012: für das Album Simply Red 25: The Greatest Hits - Belgien - 1986: für das Album Picture Book - 1995: für das Album Life - 1998: für das Album Blue - 2003: für das Album Home - Brasilien - 1994: für das Album A New Flame - 2003: für das Videoalbum Live In London - 2004: für das Videoalbum The Greatest Video Hits - 2005: für das Videoalbum Home in Sicily: Live - 2009: für das Album Simply Red 25: The Greatest Hits - Dänemark - 2009: für das Album Simply Red 25: The Greatest Hits - 2023: für die Single If You Don’t Know Me by Now - Deutschland - 1995: für die Single Fairground - 1998: für das Album Blue - 2000: für das Album It’s Only Love - Finnland - 1992: für das Album Stars - Frankreich - 1986: für das Album Picture Book - 1996: für das Album Life - 2001: für das Album Men and Women - 2003: für das Album Home - Italien - 1986: für das Album Picture Book - 2011: für das Album Simply Red 25: The Greatest Hits - 2024: für die Single Stars - Kanada - 1992: für das Album Stars - 2003: für die Single Sunrise - 2004: für das Album Home - Neuseeland - 1989: für die Single If You Don’t Know Me by Now - 1998: für das Album Blue - Niederlande - 1987: für das Album Men and Women - 2004: für das Videoalbum Home in Sicily: Live - 2005: für das Album The Very Best of Simply Red - 2007: für das Album Stay - 2009: für das Album Simply Red 25: The Greatest Hits - Österreich - 1991: für das Album Picture Book - 1991: für das Album Men and Women - 1999: für das Album Love and the Russian Winter - 2000: für das Album It’s Only Love - 2003: für das Album Home - Polen - 2007: für das Album Stay - Portugal - 2004: für das Album Home - 2008: für das Album Simply Red 25: The Greatest Hits - Russland - 2003: für das Album Home - 2008: für das Album Simply Red 25: The Greatest Hits - Schweden - 1989: für die Single If You Don’t Know Me by Now - 1989: für das Album A New Flame - 1996: für das Album Greatest Hits - Schweiz - 1987: für das Album Men and Women - 1995: für das Album Life - 1997: für das Album Greatest Hits - 1998: für das Album Blue - 2003: für das Album Home - 2010: für das Album Simply Red 25: The Greatest Hits - Spanien - 1987: für das Album Picture Book - 1999: für das Album Blue - 2024: für die Single If You Don’t Know Me by Now - 2024: für die Single Stars - Vereinigte Staaten - 1989: für das Album A New Flame - 1989: für die Single If You Don’t Know Me by Now - 1992: für das Album Stars - Vereinigtes Königreich - 2000: für das Album It’s Only Love - 2005: für das Album Simplified - 2007: für das Album Stay - 2013: für das Videoalbum Live In London - 2013: für das Videoalbum Home in Sicily: Live - 2013: für das Videoalbum Cuba! - 2019: für das Album Song Book – 1985-2010 - 2020: für das Album Big Love - 2021: für das Album Stars – Collector’s Edition - 2025: für die Single If You Don’t Know Me by Now | - Frankreich - 1997: für das Album Greatest Hits - Argentinien - 2000: für das Videoalbum Live In London - 2002: für das Videoalbum The Greatest Video Hits - Australien - 1996: für das Album Life - 2010: für das Videoalbum Live In London - Brasilien - 1996: für das Album Stars - 1998: für das Album Greatest Hits - Dänemark - 1998: für das Album Blue - 2001: für das Album It’s Only Love - Deutschland - 1989: für das Album A New Flame - 1995: für das Album Life - 1996: für das Album Men and Women - 1999: für das Album Love and the Russian Winter - 2002: für das Album Greatest Hits - 2004: für das Album Home - 2013: für das Album Simply Red 25: The Greatest Hits - Europa - 1998: für das Album Blue - 1999: für das Album Love and the Russian Winter - 2003: für das Album Home - Frankreich - 1992: für das Album Stars - 2001: für das Album A New Flame - Italien - 1987: für das Album Men and Women - Kanada - 1989: für das Album A New Flame - Neuseeland - 1996: für das Album Life - 2024: für das Album Simply Red 25: The Greatest Hits - Niederlande - 1986: für das Album Picture Book - 1989: für das Album A New Flame (WEA Records B.V.) - 1990: für das Album A New Flame (Warner Music Netherlands) - 1992: für das Album Stars (Warner Music Netherlands) - 1996: für das Album Life - 2001: für das Album Greatest Hits - 2005: für das Album Stars (Warner Music Benelux BV) - Österreich - 1990: für das Album A New Flame - 1995: für das Album Life - 1996: für das Album Greatest Hits - 1998: für das Album Blue - Portugal - 2010: für das Album Songs Of Love - Schweiz - 1989: für das Album Picture Book - 1989: für das Album A New Flame - Spanien - 1988: für das Album Men and Women - 1992: für das Album Stars - 1996: für das Album Life - 1997: für das Album Greatest Hits - 2000: für das Album A New Flame - Vereinigte Staaten - 1990: für das Album Picture Book - Vereinigtes Königreich - 1995: für die Single Fairground - 1999: für das Album Love and the Russian Winter - 2013: für das Videoalbum The Greatest Video Hits - 2023: für die Single Stars - 2025: für die Single Holding Back the Years - Deutschland - 1997: für das Album Picture Book | - Australien - 1992: für das Album Stars - 1996: für das Album Picture Book - Belgien - 2006: für das Album Greatest Hits - Neuseeland - 1987: für das Album Men and Women - 1993: für das Album Stars - Niederlande - 2007: für das Album Home - Österreich - 1992: für das Album Stars - Polen - 2009: für das Album Simply Red 25: The Greatest Hits - Schweiz - 1992: für das Album Stars - Vereinigtes Königreich - 1998: für das Album Blue - 2004: für das Album Home - Deutschland - 1996: für das Album Stars - Australien - 1996: für das Album A New Flame - Europa - 1997: für das Album Life - 2002: für das Album Greatest Hits - Neuseeland - 1987: für das Album Picture Book - Vereinigtes Königreich - 1995: für das Album Men and Women - 2024: für das Album Simply Red 25: The Greatest Hits - Australien - 2001: für das Album Greatest Hits - Neuseeland - 1989: für das Album A New Flame - Europa - 1993: für das Album Stars - Neuseeland - 1997: für das Album Greatest Hits - Vereinigtes Königreich - 1997: für das Album Life - 2004: für das Album Picture Book - Vereinigtes Königreich - 2004: für das Album Greatest Hits - Vereinigtes Königreich - 1995: für das Album A New Flame - Vereinigtes Königreich - 1995: für das Album Stars |

## Auszeichnungen nach Alben

### Picture Book
| Land/Region                  | Auszeichnungen für Musikverkäufe (Land/Region, Auszeichnung, Verkäufe) | Verkäufe  |
| ---------------------------- | ---------------------------------------------------------------------- | --------- |
| Australien (ARIA)            | 2× Platin                                                              | 140.000   |
| Belgien (BRMA)               | Gold                                                                   | 25.000    |
| Deutschland (BVMI)           | 3× Gold                                                                | 750.000   |
| Frankreich (SNEP)            | Gold                                                                   | 100.000   |
| Italien (FIMI)               | Gold                                                                   | 250.000   |
| Neuseeland (RMNZ)            | 3× Platin                                                              | 60.000    |
| Niederlande (NVPI)           | Platin                                                                 | 100.000   |
| Österreich (IFPI)            | Gold                                                                   | 25.000    |
| Schweiz (IFPI)               | Platin                                                                 | 50.000    |
| Spanien (Promusicae)         | Gold                                                                   | 50.000    |
| Vereinigte Staaten (RIAA)    | Platin                                                                 | 1.000.000 |
| Vereinigtes Königreich (BPI) | 5× Platin                                                              | 1.500.000 |
| Insgesamt                    | 6× Gold · 14× Platin ·                                                 | 4.050.000 |

### Men and Women
| Land/Region                  | Auszeichnungen für Musikverkäufe (Land/Region, Auszeichnung, Verkäufe) | Verkäufe  |
| ---------------------------- | ---------------------------------------------------------------------- | --------- |
| Deutschland (BVMI)           | Platin                                                                 | 500.000   |
| Frankreich (SNEP)            | Gold                                                                   | 100.000   |
| Italien (FIMI)               | Platin                                                                 | 200.000   |
| Neuseeland (RMNZ)            | 2× Platin                                                              | 40.000    |
| Niederlande (NVPI)           | Gold                                                                   | 50.000    |
| Österreich (IFPI)            | Gold                                                                   | 25.000    |
| Schweiz (IFPI)               | Gold                                                                   | 25.000    |
| Spanien (Promusicae)         | Platin                                                                 | 100.000   |
| Vereinigtes Königreich (BPI) | 3× Platin                                                              | 900.000   |
| Insgesamt                    | 4× Gold · 8× Platin ·                                                  | 1.940.000 |

### A New Flame
| Land/Region                  | Auszeichnungen für Musikverkäufe (Land/Region, Auszeichnung, Verkäufe) | Verkäufe  |
| ---------------------------- | ---------------------------------------------------------------------- | --------- |
| Australien (ARIA)            | 3× Platin                                                              | 210.000   |
| Brasilien (PMB)              | Gold                                                                   | 100.000   |
| Deutschland (BVMI)           | Platin                                                                 | 500.000   |
| Frankreich (SNEP)            | Platin                                                                 | 300.000   |
| Italien (FIMI)               | —                                                                      | 400.000   |
| Kanada (MC)                  | Platin                                                                 | 100.000   |
| Neuseeland (RMNZ)            | 4× Platin                                                              | 80.000    |
| Niederlande (NVPI)           | Platin (WEA) · + Platin (Warner)                                       | 200.000   |
| Österreich (IFPI)            | Platin                                                                 | 50.000    |
| Schweden (IFPI)              | Gold                                                                   | 50.000    |
| Schweiz (IFPI)               | Platin                                                                 | 50.000    |
| Spanien (Promusicae)         | Platin                                                                 | 100.000   |
| Vereinigte Staaten (RIAA)    | Gold                                                                   | 500.000   |
| Vereinigtes Königreich (BPI) | 7× Platin                                                              | 2.100.000 |
| Insgesamt                    | 3× Gold · 22× Platin ·                                                 | 4.740.000 |

### Stars
| Land/Region                  | Auszeichnungen für Musikverkäufe (Land/Region, Auszeichnung, Verkäufe) | Verkäufe    |
| ---------------------------- | ---------------------------------------------------------------------- | ----------- |
| Argentinien (CAPIF)          | Gold                                                                   | 30.000      |
| Australien (ARIA)            | 2× Platin                                                              | 140.000     |
| Brasilien (PMB)              | Platin                                                                 | 250.000     |
| Deutschland (BVMI)           | 5× Gold                                                                | 1.250.000   |
| Europa (IFPI)                | 5× Platin                                                              | (5.000.000) |
| Finnland (IFPI)              | Gold                                                                   | 34.401      |
| Frankreich (SNEP)            | Platin                                                                 | 300.000     |
| Kanada (MC)                  | Gold                                                                   | 50.000      |
| Neuseeland (RMNZ)            | 2× Platin                                                              | 30.000      |
| Niederlande (NVPI)           | Platin (Warner Music Benelux BV) · + Platin (Warner Music Netherlands) | 180.000     |
| Österreich (IFPI)            | 2× Platin                                                              | 100.000     |
| Schweiz (IFPI)               | 2× Platin                                                              | 100.000     |
| Spanien (Promusicae)         | Platin                                                                 | 100.000     |
| Vereinigte Staaten (RIAA)    | Gold                                                                   | 500.000     |
| Vereinigtes Königreich (BPI) | 12× Platin (Original) · + Gold (Collector’s Edition)                   | 3.510.000   |
| Insgesamt                    | 6× Gold · 32× Platin ·                                                 | 6.874.501   |

### Life
| Land/Region                  | Auszeichnungen für Musikverkäufe (Land/Region, Auszeichnung, Verkäufe) | Verkäufe    |
| ---------------------------- | ---------------------------------------------------------------------- | ----------- |
| Australien (ARIA)            | Platin                                                                 | 70.000      |
| Belgien (BRMA)               | Gold                                                                   | (25.000)    |
| Deutschland (BVMI)           | Platin                                                                 | (500.000)   |
| Europa (IFPI)                | 3× Platin                                                              | 3.000.000   |
| Frankreich (SNEP)            | Gold                                                                   | (100.000)   |
| Neuseeland (RMNZ)            | Platin                                                                 | 15.000      |
| Niederlande (NVPI)           | Platin                                                                 | (100.000)   |
| Österreich (IFPI)            | Platin                                                                 | (50.000)    |
| Schweiz (IFPI)               | Gold                                                                   | (25.000)    |
| Spanien (Promusicae)         | Platin                                                                 | (100.000)   |
| Vereinigtes Königreich (BPI) | 5× Platin                                                              | (1.500.000) |
| Insgesamt                    | 6× Gold · 14× Platin ·                                                 | 3.085.000   |

### Greatest Hits
| Land/Region                  | Auszeichnungen für Musikverkäufe (Land/Region, Auszeichnung, Verkäufe) | Verkäufe    |
| ---------------------------- | ---------------------------------------------------------------------- | ----------- |
| Argentinien (CAPIF)          | Gold                                                                   | 30.000      |
| Australien (ARIA)            | 4× Platin                                                              | 280.000     |
| Belgien (BRMA)               | 2× Platin                                                              | (100.000)   |
| Brasilien (PMB)              | Platin                                                                 | 250.000     |
| Deutschland (BVMI)           | Platin                                                                 | (500.000)   |
| Europa (IFPI)                | 3× Platin                                                              | 3.000.000   |
| Frankreich (SNEP)            | 2× Gold                                                                | (200.000)   |
| Neuseeland (RMNZ)            | 5× Platin                                                              | 75.000      |
| Niederlande (NVPI)           | Platin                                                                 | (80.000)    |
| Österreich (IFPI)            | Platin                                                                 | (50.000)    |
| Schweden (IFPI)              | Gold                                                                   | (25.000)    |
| Schweiz (IFPI)               | Gold                                                                   | (25.000)    |
| Spanien (Promusicae)         | Platin                                                                 | (100.000)   |
| Vereinigtes Königreich (BPI) | 6× Platin                                                              | (1.800.000) |
| Insgesamt                    | 5× Gold · 25× Platin ·                                                 | 3.635.000   |

### Blue
| Land/Region                  | Auszeichnungen für Musikverkäufe (Land/Region, Auszeichnung, Verkäufe) | Verkäufe    |
| ---------------------------- | ---------------------------------------------------------------------- | ----------- |
| Belgien (BRMA)               | Gold                                                                   | 25.000      |
| Dänemark (IFPI)              | Platin                                                                 | 50.000      |
| Deutschland (BVMI)           | Gold                                                                   | 250.000     |
| Europa (IFPI)                | Platin                                                                 | (1.000.000) |
| Frankreich (SNEP)            | Gold                                                                   | 100.000     |
| Neuseeland (RMNZ)            | Gold                                                                   | 7.500       |
| Österreich (IFPI)            | Platin                                                                 | 50.000      |
| Schweiz (IFPI)               | Gold                                                                   | 25.000      |
| Spanien (Promusicae)         | Gold                                                                   | 50.000      |
| Vereinigtes Königreich (BPI) | 2× Platin                                                              | 600.000     |
| Insgesamt                    | 6× Gold · 5× Platin ·                                                  | 1.157.500   |

### Love and the Russian Winter
| Land/Region                  | Auszeichnungen für Musikverkäufe (Land/Region, Auszeichnung, Verkäufe) | Verkäufe  |
| ---------------------------- | ---------------------------------------------------------------------- | --------- |
| Deutschland (BVMI)           | Platin                                                                 | (500.000) |
| Europa (IFPI)                | Platin                                                                 | 1.000.000 |
| Österreich (IFPI)            | Gold                                                                   | (25.000)  |
| Vereinigtes Königreich (BPI) | Platin                                                                 | (300.000) |
| Insgesamt                    | 1× Gold · 3× Platin ·                                                  | 1.000.000 |

### It’s Only Love
| Land/Region                  | Auszeichnungen für Musikverkäufe (Land/Region, Auszeichnung, Verkäufe) | Verkäufe |
| ---------------------------- | ---------------------------------------------------------------------- | -------- |
| Dänemark (IFPI)              | Platin                                                                 | 50.000   |
| Deutschland (BVMI)           | Gold                                                                   | 150.000  |
| Österreich (IFPI)            | Gold                                                                   | 25.000   |
| Vereinigtes Königreich (BPI) | Gold                                                                   | 100.000  |
| Insgesamt                    | 3× Gold · 1× Platin ·                                                  | 325.000  |

### Home
| Land/Region                  | Auszeichnungen für Musikverkäufe (Land/Region, Auszeichnung, Verkäufe) | Verkäufe    |
| ---------------------------- | ---------------------------------------------------------------------- | ----------- |
| Belgien (BRMA)               | Gold                                                                   | (25.000)    |
| Deutschland (BVMI)           | Platin                                                                 | 200.000     |
| Europa (IFPI)                | Platin                                                                 | (1.000.000) |
| Frankreich (SNEP)            | Gold                                                                   | 100.000     |
| Kanada (MC)                  | Gold                                                                   | 50.000      |
| Niederlande (NVPI)           | 2× Platin                                                              | 140.000     |
| Österreich (IFPI)            | Gold                                                                   | 15.000      |
| Portugal (AFP)               | Gold                                                                   | 20.000      |
| Russland (NFPF)              | Gold                                                                   | 10.000      |
| Schweiz (IFPI)               | Gold                                                                   | 20.000      |
| Vereinigtes Königreich (BPI) | 2× Platin                                                              | 600.000     |
| Insgesamt                    | 6× Gold · 6× Platin ·                                                  | 1.190.000   |

### The Very Best of Simply Red
| Land/Region        | Auszeichnungen für Musikverkäufe (Land/Region, Auszeichnung, Verkäufe) | Verkäufe |
| ------------------ | ---------------------------------------------------------------------- | -------- |
| Niederlande (NVPI) | Gold                                                                   | 40.000   |
| Insgesamt          | 1× Gold ·                                                              | 40.000   |

### Simplified
| Land/Region                  | Auszeichnungen für Musikverkäufe (Land/Region, Auszeichnung, Verkäufe) | Verkäufe |
| ---------------------------- | ---------------------------------------------------------------------- | -------- |
| Vereinigtes Königreich (BPI) | Gold                                                                   | 100.000  |
| Insgesamt                    | 1× Gold ·                                                              | 100.000  |

### Stay
| Land/Region                  | Auszeichnungen für Musikverkäufe (Land/Region, Auszeichnung, Verkäufe) | Verkäufe |
| ---------------------------- | ---------------------------------------------------------------------- | -------- |
| Niederlande (NVPI)           | Gold                                                                   | 35.000   |
| Polen (ZPAV)                 | Gold                                                                   | 10.000   |
| Vereinigtes Königreich (BPI) | Gold                                                                   | 100.000  |
| Insgesamt                    | 3× Gold ·                                                              | 145.000  |

### Simply Red 25: The Greatest Hits
| Land/Region                  | Auszeichnungen für Musikverkäufe (Land/Region, Auszeichnung, Verkäufe) | Verkäufe  |
| ---------------------------- | ---------------------------------------------------------------------- | --------- |
| Australien (ARIA)            | Gold                                                                   | 35.000    |
| Brasilien (PMB)              | Gold                                                                   | 30.000    |
| Dänemark (IFPI)              | Gold                                                                   | 15.000    |
| Deutschland (BVMI)           | Platin                                                                 | 200.000   |
| Italien (FIMI)               | Gold                                                                   | 30.000    |
| Neuseeland (RMNZ)            | Platin                                                                 | 15.000    |
| Niederlande (NVPI)           | Gold                                                                   | 30.000    |
| Polen (ZPAV)                 | 2× Platin                                                              | 40.000    |
| Portugal (AFP)               | Gold                                                                   | 10.000    |
| Russland (NFPF)              | Gold                                                                   | 10.000    |
| Schweiz (IFPI)               | Gold                                                                   | 15.000    |
| Vereinigtes Königreich (BPI) | 3× Platin                                                              | 900.000   |
| Insgesamt                    | 8× Gold · 7× Platin ·                                                  | 1.330.000 |

### Songs of Love
| Land/Region                  | Auszeichnungen für Musikverkäufe (Land/Region, Auszeichnung, Verkäufe) | Verkäufe |
| ---------------------------- | ---------------------------------------------------------------------- | -------- |
| Portugal (AFP)               | Platin                                                                 | 20.000   |
| Vereinigtes Königreich (BPI) | Silber                                                                 | 60.000   |
| Insgesamt                    | 1× Silber · 1× Platin ·                                                | 80.000   |

### Songbook 1985–2010
| Land/Region                  | Auszeichnungen für Musikverkäufe (Land/Region, Auszeichnung, Verkäufe) | Verkäufe |
| ---------------------------- | ---------------------------------------------------------------------- | -------- |
| Vereinigtes Königreich (BPI) | Gold                                                                   | 100.000  |
| Insgesamt                    | 1× Gold ·                                                              | 100.000  |

### Big Love
| Land/Region                  | Auszeichnungen für Musikverkäufe (Land/Region, Auszeichnung, Verkäufe) | Verkäufe |
| ---------------------------- | ---------------------------------------------------------------------- | -------- |
| Vereinigtes Königreich (BPI) | Gold                                                                   | 100.000  |
| Insgesamt                    | 1× Gold ·                                                              | 100.000  |

## Auszeichnungen nach Singles

### Money’s Too Tight (To Mention)
| Land/Region                  | Auszeichnungen für Musikverkäufe (Land/Region, Auszeichnung, Verkäufe) | Verkäufe |
| ---------------------------- | ---------------------------------------------------------------------- | -------- |
| Vereinigtes Königreich (BPI) | Silber                                                                 | 200.000  |
| Insgesamt                    | 1× Silber ·                                                            | 200.000  |

### Holding Back the Years
| Land/Region                  | Auszeichnungen für Musikverkäufe (Land/Region, Auszeichnung, Verkäufe) | Verkäufe |
| ---------------------------- | ---------------------------------------------------------------------- | -------- |
| Vereinigtes Königreich (BPI) | Platin                                                                 | 600.000  |
| Insgesamt                    | 1× Platin ·                                                            | 600.000  |

### If You Don’t Know Me by Now
| Land/Region                  | Auszeichnungen für Musikverkäufe (Land/Region, Auszeichnung, Verkäufe) | Verkäufe  |
| ---------------------------- | ---------------------------------------------------------------------- | --------- |
| Australien (ARIA)            | Gold                                                                   | 35.000    |
| Dänemark (IFPI)              | Gold                                                                   | 45.000    |
| Neuseeland (RMNZ)            | Gold                                                                   | 10.000    |
| Schweden (IFPI)              | Gold                                                                   | 25.000    |
| Spanien (Promusicae)         | Gold                                                                   | 30.000    |
| Vereinigte Staaten (RIAA)    | Gold                                                                   | 500.000   |
| Vereinigtes Königreich (BPI) | Gold                                                                   | 400.000   |
| Insgesamt                    | 7× Gold ·                                                              | 1.065.000 |

### Something Got Me Started
| Land/Region                  | Auszeichnungen für Musikverkäufe (Land/Region, Auszeichnung, Verkäufe) | Verkäufe |
| ---------------------------- | ---------------------------------------------------------------------- | -------- |
| Vereinigtes Königreich (BPI) | Silber                                                                 | 200.000  |
| Insgesamt                    | 1× Silber ·                                                            | 200.000  |

### Stars
| Land/Region                  | Auszeichnungen für Musikverkäufe (Land/Region, Auszeichnung, Verkäufe) | Verkäufe |
| ---------------------------- | ---------------------------------------------------------------------- | -------- |
| Italien (FIMI)               | Gold                                                                   | 50.000   |
| Spanien (Promusicae)         | Gold                                                                   | 30.000   |
| Vereinigtes Königreich (BPI) | Platin                                                                 | 600.000  |
| Insgesamt                    | 2× Gold · 1× Platin ·                                                  | 680.000  |

### For Your Babies
| Land/Region                  | Auszeichnungen für Musikverkäufe (Land/Region, Auszeichnung, Verkäufe) | Verkäufe |
| ---------------------------- | ---------------------------------------------------------------------- | -------- |
| Vereinigtes Königreich (BPI) | Silber                                                                 | 200.000  |
| Insgesamt                    | 1× Silber ·                                                            | 200.000  |

### Fairground
| Land/Region                  | Auszeichnungen für Musikverkäufe (Land/Region, Auszeichnung, Verkäufe) | Verkäufe |
| ---------------------------- | ---------------------------------------------------------------------- | -------- |
| Australien (ARIA)            | Gold                                                                   | 35.000   |
| Deutschland (BVMI)           | Gold                                                                   | 250.000  |
| Vereinigtes Königreich (BPI) | Platin                                                                 | 600.000  |
| Insgesamt                    | 2× Gold · 1× Platin ·                                                  | 885.000  |

### Angel
| Land/Region                  | Auszeichnungen für Musikverkäufe (Land/Region, Auszeichnung, Verkäufe) | Verkäufe |
| ---------------------------- | ---------------------------------------------------------------------- | -------- |
| Vereinigtes Königreich (BPI) | Silber                                                                 | 200.000  |
| Insgesamt                    | 1× Silber ·                                                            | 200.000  |

### Sunrise
| Land/Region                  | Auszeichnungen für Musikverkäufe (Land/Region, Auszeichnung, Verkäufe) | Verkäufe |
| ---------------------------- | ---------------------------------------------------------------------- | -------- |
| Kanada (MC)                  | Gold                                                                   | 5.000    |
| Vereinigtes Königreich (BPI) | Silber                                                                 | 200.000  |
| Insgesamt                    | 1× Silber · 1× Gold ·                                                  | 205.000  |

## Auszeichnungen nach Videoalben

### Greatest Video Hits
| Land/Region                  | Auszeichnungen für Musikverkäufe (Land/Region, Auszeichnung, Verkäufe) | Verkäufe |
| ---------------------------- | ---------------------------------------------------------------------- | -------- |
| Argentinien (CAPIF)          | Platin                                                                 | 8.000    |
| Brasilien (PMB)              | Gold                                                                   | 15.000   |
| Vereinigtes Königreich (BPI) | Platin                                                                 | 50.000   |
| Insgesamt                    | 1× Gold · 2× Platin ·                                                  | 73.000   |

### Live in London
| Land/Region                  | Auszeichnungen für Musikverkäufe (Land/Region, Auszeichnung, Verkäufe) | Verkäufe |
| ---------------------------- | ---------------------------------------------------------------------- | -------- |
| Argentinien (CAPIF)          | Platin                                                                 | 8.000    |
| Australien (ARIA)            | Platin                                                                 | 15.000   |
| Brasilien (PMB)              | Gold                                                                   | 15.000   |
| Vereinigtes Königreich (BPI) | Gold                                                                   | 25.000   |
| Insgesamt                    | 2× Gold · 2× Platin ·                                                  | 63.000   |

### Home in Sicily: Live
| Land/Region                  | Auszeichnungen für Musikverkäufe (Land/Region, Auszeichnung, Verkäufe) | Verkäufe |
| ---------------------------- | ---------------------------------------------------------------------- | -------- |
| Brasilien (PMB)              | Gold                                                                   | 25.000   |
| Niederlande (NVPI)           | Gold                                                                   | 40.000   |
| Portugal (AFP)               | Silber                                                                 | 2.000    |
| Vereinigtes Königreich (BPI) | Gold                                                                   | 25.000   |
| Insgesamt                    | 1× Silber · 3× Gold ·                                                  | 92.000   |

### Cuba!
| Land/Region                  | Auszeichnungen für Musikverkäufe (Land/Region, Auszeichnung, Verkäufe) | Verkäufe |
| ---------------------------- | ---------------------------------------------------------------------- | -------- |
| Vereinigtes Königreich (BPI) | Gold                                                                   | 50.000   |
| Insgesamt                    | 1× Gold ·                                                              | 65.000   |

## Statistik und Quellen
| Land/RegionAuszeichnungen für Musikverkäufe (Land/Region, Auszeichnungen, Verkäufe, Quellen) | Silber     | Gold       | Platin         | Verkäufe     | Quellen |
| -------------------------------------------------------------------------------------------- | ---------- | ---------- | -------------- | ------------ | --- |
| Argentinien (CAPIF)                                                                          | —          | 2× Gold2   | 2× Platin2     | 76.000       | capif.org.ar (Memento vom 31. Mai 2011 im Internet Archive) AR2 (Memento vom 6. Juli 2011 im Internet Archive) |
| Australien (ARIA)                                                                            | —          | 3× Gold3   | 13× Platin13   | 950.000      | aria.com.au |
| Belgien (BRMA)                                                                               | —          | 4× Gold4   | 2× Platin2     | 200.000      | ultratop.be |
| Brasilien (PMB)                                                                              | —          | 5× Gold5   | 2× Platin2     | 685.000      | pro-musicabr.org.br                                                                                            |
| Dänemark (IFPI)                                                                              | —          | 2× Gold2   | 2× Platin2     | 160.000      | ifpi.dk |
| Deutschland (BVMI)                                                                           | —          | 5× Gold5   | 10× Platin10   | 5.350.000    | musikindustrie.de                                                                                              |
| Europa (IFPI)                                                                                | —          | —          | 14× Platin14   | (14.000.000) | ifpi.org (Memento vom 1. Januar 2014 im Internet Archive)                                                      |
| Finnland (IFPI)                                                                              | —          | Gold1      | —              | 34.401       | ifpi.fi |
| Frankreich (SNEP)                                                                            | —          | 6× Gold6   | 2× Platin2     | 1.300.000    | infodisc.fr snepmusique.com                                                                                    |
| Italien (FIMI)                                                                               | —          | 3× Gold3   | Platin1        | 830.000      | fimi.it |
| Kanada (MC)                                                                                  | —          | 3× Gold3   | Platin1        | 205.000      | musiccanada.com                                                                                                |
| Neuseeland (RMNZ)                                                                            | —          | 2× Gold2   | 18× Platin18   | 332.500      | aotearoamusiccharts.co.nz NZ2                                                                                  |
| Niederlande (NVPI)                                                                           | —          | 5× Gold5   | 9× Platin9     | 995.000      | nvpi.nl |
| Österreich (IFPI)                                                                            | —          | 5× Gold5   | 6× Platin6     | 415.000      | ifpi.at |
| Polen (ZPAV)                                                                                 | —          | Gold1      | 2× Platin2     | 50.000       | olis.pl |
| Portugal (AFP)                                                                               | Silber1    | 2× Gold2   | Platin1        | 52.000       | Einzelnachweise                                                                                                |
| Russland (NFPF)                                                                              | —          | 2× Gold2   | —              | 10.000       | 2m-online.ru                                                                                                   |
| Schweden (IFPI)                                                                              | —          | 3× Gold3   | —              | 100.000      | sverigetopplistan.se                                                                                           |
| Schweiz (IFPI)                                                                               | —          | 6× Gold6   | 4× Platin4     | 335.000      | hitparade.ch                                                                                                   |
| Spanien (Promusicae)                                                                         | —          | 4× Gold4   | 5× Platin5     | 660.000      | elportaldemusica.es ES2 ES3 ES4                                                                                |
| Vereinigte Staaten (RIAA)                                                                    | —          | 3× Gold3   | Platin1        | 2.500.000    | riaa.com |
| Vereinigtes Königreich (BPI)                                                                 | 6× Silber6 | 10× Gold10 | 50× Platin50   | 17.895.000   | bpi.co.uk |
| Insgesamt                                                                                    | 7× Silber7 | 77× Gold77 | 145× Platin145 |              | |